# Impatiens rapanarivoi
Impatiens rapanarivoi är en balsaminväxtart som beskrevs av Fischer och Raheliv. Impatiens rapanarivoi ingår i släktet balsaminer, och familjen balsaminväxter. Inga underarter finns listade i Catalogue of Life.